# 狩人
狩人（かりゅうど）は、兄である加藤久仁彦（1956年9月19日 - ）と、弟の加藤高道（1960年1月21日 - ）による日本のフォークデュオ。
兄弟仲が非常に悪かったことでも有名であり、「仕事の直前まで口論」「本番前に取っ組み合って、顔に傷がついた」「一緒に取材を受けていても机の下では蹴り合った」という逸話がある。ただし再結成に前後して関係は修復されていると弟の高道は述べている。

## 来歴

### 「あずさ2号」でデビュー
結成のきっかけは、デビュー前に久仁彦と高道が2人ともソロ歌手を目指して同じ音楽学校に通っていたが、経済上の事情から継続することが出来なくなり「もう辞めたい」と講師に申し入れたところ、「兄弟デュオでやるのならば1人分の授業料で構わない」と慰留したことによる。
その後、デモテープが作曲家である都倉俊一の耳に留まり、1977年にシングル「あずさ2号」でデビューした。同曲は、累計80万枚を記録し、同年に開催の『第10回新宿音楽祭』で金賞、『第19回日本レコード大賞』では新人賞を受賞した
。以降も『コスモス街道』『若き旅人』『アメリカ橋』などのヒットで、『NHK紅白歌合戦』に第28回（1977年）と、第29回（1978年）に2年連続で通算2回の出場を果たす。
NHK総合テレビ『レッツゴーヤング』では、デビュー時の1977年4月～翌1978年3月迄サンデーズの一員として、1978年4月～翌1979年3月迄司会者として、ほぼ毎回出演していた。デビュー同期は榊原郁恵、荒木由美子など。

### 1990年代から一度目の解散まで
1995年に、Y.J.サウンズから「あずさ2号－ニュー・ヴァージョン－」、翌1996年には、ノエビアの『コスメティック・ルネッサンス』CMイメージソングとして、中森明菜のカバーである「ミ・アモーレ (Meu amor é･･･)」を発表し、5月25日にシングルとしてリリースされた。
2003年に、煙草のポイ捨て撲滅運動に参加し、キャンペーンソング「どんポイ! (Don't Poi!)」を発表。また、初のレギュラーラジオ番組として『狩人 ときめきの扉』などにも出演。同年、通販会社のユーコー社長・石田重廣が設立した「有限会社あずさ2号」（後の夢グループ）に移籍する。
2006年3月19日には、デビュー30周年コンサートと、プロ野球OBチームマスターズリーグとの野球試合を東京ドームで開催し、主催者側発表で2万人の観客を集めた。岡崎友紀、伊藤咲子、三善英史らと“青春コンサート”と銘打った懐メロコンサートで全国を回る。
2007年4月26日、同年12月31日をもって狩人を解散することを発表。

### 解散から再結成まで
解散の後は、兄の久仁彦は（アマチュア）ボクシングとソロ歌手活動を行い、弟の高道はソロ歌手活動も含めた人材派遣業を行っていた。
2010年11月、久仁彦が森田公一の抜けたトップギャランにリードボーカルとして加入し、「加藤久仁彦＆トップギャラン」としての活動を開始。同年12月25日には、狩人として愛知県のホテルトヨタキャッスルにて「クリスマスディナーショー」を開催。翌2011年1月、久仁彦が所属事務所「夢グループ」を移籍。同年5月25日には加藤久仁彦&トップギャランがシングル青春紙風船（カップリング曲として『青春時代』を収録）を発売した。
2012年7月18日、5年ぶりに再結成する事を発表。きっかけは、解散前のラストシングルとして発売した「磐越西線」（2006年）が、2011年3月11日に発生した東日本大震災をきっかけに、地元の福島県では同曲の人気が再燃していた。しかしながら、すでにデュオを解散していたため、加藤兄弟はこの曲を2人で歌うことができずにおり、もどかしさを感じていたといい、「被災された福島県の人々をこの曲で勇気付けられるのなら」として、狩人としての活動再開を模索し、翌2012年には正式に再結成することとなった。
同年8月18日放送のNHK「思い出のメロディー」に出演して『あずさ2号』を歌唱し、同年11月6日の「NHK歌謡コンサート」では『コスモス街道』を歌唱。現在兄弟二人は個別の歌手活動をこなしながら、狩人としても並行して活動している。
2022年1月に、久仁彦が所属事務所をトップカラーからボイス・バラードに移籍。
2023年7月20日に父が亡くなったことを告白。

## ディスコグラフィ

### シングル
| #                        | 発売日               | A/B面                | タイトル                              | 作詞                 | 作曲                 | 編曲                                  | 規格品番             |
| ワーナー・パイオニア     | ワーナー・パイオニア | ワーナー・パイオニア | ワーナー・パイオニア                  | ワーナー・パイオニア | ワーナー・パイオニア | ワーナー・パイオニア                  | ワーナー・パイオニア |
| ------------------------ | -------------------- | -------------------- | ------------------------------------- | -------------------- | -------------------- | ------------------------------------- | -------------------- |
| 1                        | 1977年 3月25日       | A面                  | あずさ2号                             | 竜真知子             | 都倉俊一             | 都倉俊一                              | L-77W                |
| 1                        | 1977年 3月25日       | B面                  | 季節が変わる前に                      | 竜真知子             | 都倉俊一             | 都倉俊一                              | L-77W                |
| 2                        | 1977年 8月25日       | A面                  | コスモス街道                          | 竜真知子             | 都倉俊一             | 都倉俊一                              | L-177W               |
| 2                        | 1977年 8月25日       | B面                  | 秋風にからまわり                      | 竜真知子             | 都倉俊一             | 都倉俊一                              | L-177W               |
| 3                        | 1977年 12月10日      | A面                  | 若き旅人                              | 竜真知子             | 都倉俊一             | 都倉俊一                              | L-188W               |
| 3                        | 1977年 12月10日      | B面                  | 回想                                  | 竜真知子             | 都倉俊一             | 都倉俊一                              | L-188W               |
| 4                        | 1978年 3月10日       | A面                  | 青春物語                              | 山上路夫             | 都倉俊一             | 都倉俊一                              | L-210W               |
| 4                        | 1978年 3月10日       | B面                  | 卒業メッセージ                        | 山上路夫             | 都倉俊一             | 都倉俊一                              | L-210W               |
| 5                        | 1978年 7月10日       | A面                  | みちのく夏愁                          | 竜真知子             | 都倉俊一             | 都倉俊一                              | L-222W               |
| 5                        | 1978年 7月10日       | B面                  | 八月のアニバーサル                    | 山上路夫             | 都倉俊一             | 都倉俊一                              | L-222W               |
| 6                        | 1978年 10月25日      | A面                  | 国道ささめ雪                          | ちあき哲也           | 杉本真人             | 船山基紀                              | L-246W               |
| 6                        | 1978年 10月25日      | B面                  | 日本海フェリー                        | 麻生香太郎           | 西島三重子           | 船山基紀                              | L-246W               |
| 7                        | 1979年 2月25日       | A面                  | アメリカ橋                            | 奥山侊伸             | 信楽順三             | 田辺信一                              | L-270W               |
| 7                        | 1979年 2月25日       | B面                  | ロンググッバイ                        | 野原理香             | 穂口雄右             | 萩田光雄                              | L-270W               |
| 8                        | 1979年 6月25日       | A面                  | 悲しみ・クライマックス                | 中里綴               | 上原徹               | 船山基紀                              | L-290W               |
| 8                        | 1979年 6月25日       | B面                  | 別れの前兆                            | 野原理香             | 穂口雄右             | 穂口雄右                              | L-290W               |
| 9                        | 1979年 8月10日       | A面                  | 女にかえる秋                          | 浅野裕子             | 平尾昌晃             | 船山基紀                              | L-300W               |
| 9                        | 1979年 8月10日       | B面                  | 愛ひとつ道しるべ                      | 杉山政美             | 坂田晃一             | 坂田晃一                              | L-300W               |
| 10                       | 1980年 1月25日       | A面                  | 白馬山麓                              | 喜多條忠             | 平尾昌晃             | 船山基紀                              | L-330W               |
| 10                       | 1980年 1月25日       | B面                  | 春を告げる手紙                        | 竜真知子             | 福留順一             | 船山基紀                              | L-330W               |
| 11                       | 1980年 4月10日       | A面                  | ブラックサンシャイン                  | 伊達歩               | 都倉俊一             | 都倉俊一                              | L-345W               |
| 11                       | 1980年 4月10日       | B面                  | 君ひとりで旅するならば                | 葛原直樹             | 加藤高志             | 松井忠重                              | L-345W               |
| 12                       | 1980年 8月25日       | A面                  | クィーン・オブ・シックスティーン      | さがらよしあき       | 馬飼野康二           | 馬飼野康二                            | L-363W               |
| 12                       | 1980年 8月25日       | B面                  | ミッドナイト・ドライバー              | さがらよしあき       | 井上鑑               | 井上鑑                                | L-363W               |
| 13                       | 1980年 10月25日      | A面                  | 風が吹けば                            | 阿久悠               | 小林亜星             | 松任谷正隆                            | L-375W               |
| 13                       | 1980年 10月25日      | B面                  | 君がために                            | 白石ありす           | 馬飼野康二           | 馬飼野康二                            | L-375W               |
| 14                       | 1981年 4月25日       | A面                  | そして20才                            | 竜真知子             | 杉本真人             | 松井忠重                              | L-1517W              |
| 14                       | 1981年 4月25日       | B面                  | 戻らぬ夜                              | かとう高道           | かとう邦彦           | 若草恵                                | L-1517W              |
| 15                       | 1981年 8月25日       | A面                  | いつも夕暮れ                          | 白石ありす           | 福留順一             | 信田かずお                            | L-1540W              |
| 15                       | 1981年 8月25日       | B面                  | まつり挽歌                            | 中里綴               | 田山雅充             | 信田かずお                            | L-1540W              |
| 16                       | 1983年 7月23日       | A面                  | 日本海                                | 阿久悠               | 大野克夫             | 信田かずお                            | L-1629               |
| 16                       | 1983年 7月23日       | B面                  | メローな夜                            | かとう邦彦           | かとう邦彦           | 松井忠重                              | L-1629               |
| 17                       | 1983年 12月21日      | A面                  | 南十字星が見える町から                | 阿久悠               | 大野克夫             | 信田かずお ホーン・アレンジ：新田一郎 | L-1644               |
| 17                       | 1983年 12月21日      | B面                  | セピア色の風                          | かとう邦彦           | かとう邦彦           | 松井忠重                              | L-1644               |
| クロスレーベル           |                      |                      |                                       |                      |                      |                                       |                      |
| 18                       | 1986年 12月1日       | A面                  | カルチェラタンの空                    | 内藤綾子             | 都倉俊一             | 都倉俊一                              | 7DY-0008             |
| 18                       | 1986年 12月1日       | B面                  | Tokyo Candle Lady                     | 松本一起             | 都倉俊一             | 都倉俊一                              | 7DY-0008             |
| Y.J.サウンズ             |                      |                      |                                       |                      |                      |                                       |                      |
| 19                       | 1995年 1月25日       | 01                   | あずさ2号 －ニュー・ヴァージョン－    | 竜真知子             | 都倉俊一             | 若草恵                                | PSDR-5202            |
| 19                       | 1995年 1月25日       | 02                   | 白馬山麓 －ニュー・ヴァージョン－     | 喜多條忠             | 平尾昌晃             | 若草恵                                | PSDR-5202            |
| 20                       | 1995年 9月25日       | 01                   | 今の君なら誰だって愛したい            | 三浦徳子             | 都志見隆             | 船山基紀                              | PSDF-5010            |
| 20                       | 1995年 9月25日       | 02                   | 愛する悲劇に恋してる                  | 三浦徳子             | 都志見隆             | 船山基紀                              | PSDF-5010            |
| 21                       | 1996年 5月25日       | 01                   | ミ・アモーレ (Meu amor é･･･)          | 康珍化               | 松岡直也             | 奥居史生                              | PSDF-5024            |
| 21                       | 1996年 5月25日       | 02                   | 戻らぬ夜 －ニュー・ヴァージョン－     | かとう高道           | かとう邦彦           | 芳野藤丸                              | PSDF-5024            |
| ガウスエンタテインメント |                      |                      |                                       |                      |                      |                                       |                      |
| 22                       | 2003年 6月25日       | 01                   | どんポイ! (Don't Poi!)                | 加藤高道             | 加藤久仁彦           | 藤太薫哉                              | GRCE-14              |
| 22                       | 2003年 6月25日       | 02                   | ASHTRAY&CIGARETTE                     | 加藤高道             | 加藤久仁彦           | 椎名豪                                | GRCE-14              |
| 有限会社あずさ2号        |                      |                      |                                       |                      |                      |                                       |                      |
| 23                       | 2004年 3月25日       | 01                   | 夢をのせて                            | 加藤高道             | 加藤邦彦             | 藤井弘文                              | AZ-01                |
| 23                       | 2004年 3月25日       | 02                   | あなたの愛                            | 加藤高道             | 加藤邦彦             | 藤井弘文                              | AZ-01                |
| 24                       | 2004年 3月25日       | 01                   | ブラボー!ムッシュ・ルモンド(地球讃歌) | 加藤修滋             | M.Fugain             | 藤井弘文                              | AZ-02                |
| 24                       | 2004年 3月25日       | 02                   | 情熱                                  | 加藤高道             | 加藤邦彦             | 藤井弘文                              | AZ-02                |
| ガウスエンタテインメント |                      |                      |                                       |                      |                      |                                       |                      |
| 25                       | 2004年 11月25日      | 01                   | 霧につつまれた恋                      | 荒木とよひさ         | 鈴木邦彦             | 若草恵                                | GRCA-40              |
| 25                       | 2004年 11月25日      | 02                   | ふりむけば江ノ島                      | 荒木とよひさ         | 鈴木邦彦             | 若草恵                                | GRCA-40              |
| 徳間ジャパン             |                      |                      |                                       |                      |                      |                                       |                      |
| 26                       | 2006年 6月7日        | 01                   | 磐越西線                              | 木下龍太郎           | 市川昭介             | 若草恵                                | TKCA-90118           |
| 26                       | 2006年 6月7日        | 02                   | 夢をのせて                            | 加藤高道             | 加藤邦彦             | 若草恵                                | TKCA-90118           |

### アルバム

#### オリジナルアルバム
|                      | 発売日               | タイトル                                | 規格                 | 規格品番             |                      |
| ワーナー・パイオニア | ワーナー・パイオニア | ワーナー・パイオニア                    | ワーナー・パイオニア | ワーナー・パイオニア | ワーナー・パイオニア |
| -------------------- | -------------------- | --------------------------------------- | -------------------- | -------------------- | -------------------- |
| 1st                  | 1977年10月25日       | 狩人FIRST 出逢った人に                  | LP                   | L-10100W             |                      |
| 2nd                  | 1978年5月25日        | 狩人SECOND メモリアル                   | LP                   | L-10123W             |                      |
| 3rd                  | 1979年3月25日        | 狩人THIRD アメリカ橋                    | LP                   | L-10142W             |                      |
| 4th                  | 1979年8月25日        | インカ・風の音                          | LP                   | L-10155W             |                      |
| 5th                  | 1980年7月25日        | Beautiful Express―美しき瞬間            | LP                   | L-12005W             |                      |
| 6th                  | 1981年9月25日        | 宛名のない手紙                          | LP                   | L-12505W             |                      |
| 7th                  | 1983年11月16日       | 日本海・狩人 あずさ2号から、そして…今。 | LP                   | L-12549              |                      |

#### ライヴアルバム
|                      | 発売日               | タイトル             | 規格                 | 規格品番             |                      |
| ワーナー・パイオニア | ワーナー・パイオニア | ワーナー・パイオニア | ワーナー・パイオニア | ワーナー・パイオニア | ワーナー・パイオニア |
| -------------------- | -------------------- | -------------------- | -------------------- | -------------------- | -------------------- |
| 1st                  | 1978年11月25日       | KARYUDO First LIVE   | LP                   | L-5552/3W            |                      |

#### ベストアルバム
|                                  | 発売日               | タイトル                                               | 規格                 | 規格品番             |                      |
| ワーナー・パイオニア             | ワーナー・パイオニア | ワーナー・パイオニア                                   | ワーナー・パイオニア | ワーナー・パイオニア | ワーナー・パイオニア |
| -------------------------------- | -------------------- | ------------------------------------------------------ | -------------------- | -------------------- | -------------------- |
| 1st                              | 1980年11月25日       | 狩人ベスト'80                                          | LP                   | L-12016W             |                      |
| クロスレーベル                   |                      |                                                        |                      |                      |                      |
| 2nd                              | 1987年2月1日         | ウェル ビーイング                                      | CD                   | K30Y-2002            |                      |
| Y.J.サウンズ                     |                      |                                                        |                      |                      |                      |
| 3rd                              | 1995年11月25日       | ベスト・セレクション 〜今の君なら誰だって愛したい〜    | CD                   | PSCF-5011            |                      |
| 4th                              | 1996年11月25日       | ニュー・ベスト                                         | CD                   | PSCF-5026            |                      |
| ダブリューイーエー・ジャパン     |                      |                                                        |                      |                      |                      |
| 5th                              | 1998年4月25日        | 狩人 ベスト・セレクション                              | CD                   | WPC6-8412            |                      |
| ワーナーミュージック・ジャパン   |                      |                                                        |                      |                      |                      |
| 6th                              | 2005年6月22日        | 究極のベスト! 狩人                                     | CD                   | WPCL-70509           |                      |
| 徳間ジャパンコミュニケーションズ |                      |                                                        |                      |                      |                      |
| 7th                              | 2006年12月6日        | 狩人 ベストセレクション                                | CD                   | TKCA-73129           |                      |
| ワーナーミュージック・ジャパン   |                      |                                                        |                      |                      |                      |
| 8th                              | 2009年7月22日        | プレミアム・ベスト 狩人                                | CD                   | WPCL-10724           |                      |
| ウルトラ・ヴァイヴ               |                      |                                                        |                      |                      |                      |
| 9th                              | 2015年4月8日         | あずさ2号 ワーナー・イヤーズ・コンプリート・シングルス | CD                   | CDSOL-1643/4         |                      |

#### CD-BOX
|                                | 発売日                         | タイトル                       | 規格                           | 規格品番                       |                                |
| ワーナーミュージック・ジャパン | ワーナーミュージック・ジャパン | ワーナーミュージック・ジャパン | ワーナーミュージック・ジャパン | ワーナーミュージック・ジャパン | ワーナーミュージック・ジャパン |
| ------------------------------ | ------------------------------ | ------------------------------ | ------------------------------ | ------------------------------ | ------------------------------ |
| 1st                            | 2015年9月25日                  | 狩人 ロイヤル・ボックス        | CD                             | WQCQ-621/9                     |                                |

### タイアップ
| 曲名                                  | タイアップ                                                 | 収録作品                                          |
| ------------------------------------- | ---------------------------------------------------------- | ------------------------------------------------- |
| 国道ささめ雪                          | 不二家『エクレール』CMソング                               | シングル「国道ささめ雪」                          |
| 女にかえる秋                          | ポーラ化粧品'79秋のキャンペーンソング                      | シングル「女にかえる秋」                          |
| 君ひとりで旅するならば                | MBS制作TBS系ドラマ『花かぶら』主題歌                       | シングル「ブラックサンシャイン」                  |
| 風が吹けば                            | TBS系テレビドラマ『一人来い二人来いみんな来い』主題歌      | シングル「風が吹けば」                            |
| カルチェラタンの空                    | NHK『みんなのうた』1986年10月～11月                        | シングル「カルチェラタンの空」                    |
| あずさ2号 -ニュー・ヴァージョン-      | テレビ東京系『徳光のTVコロンブス』エンディングテーマ       | シングル「あずさ2号 -ニュー・ヴァージョン-」      |
| 今の君なら誰だって愛したい            | テレビ東京系『徳光和夫の情報スピリッツ』エンディングテーマ | シングル「今の君なら誰だって愛したい」            |
| ミ・アモーレ (Meu amor é･･･)          | ノエビア『コスメティック・ルネッサンス』CMイメージソング   | シングル「ミ・アモーレ (Meu amor é･･･)」          |
| どんポイ! (Don't Poi!)                | ラジオ日本『狩人 ときめきの扉』主題歌                      | シングル「どんポイ! (Don't Poi!)」                |
| ブラボー!ムッシュ・ルモンド(地球讃歌) | EXPO 2005 日本国際博覧会（愛・地球博）イメージソング       | シングル「ブラボー!ムッシュ・ルモンド(地球讃歌)」 |

## 著書
- 白い風は友だち(1978.8.1 レオ企画)

## NHK紅白歌合戦出場歴
| 年度/放送回               | 回 | 曲目         | 出演順 | 対戦相手         |
| ------------------------- | -- | ------------ | ------ | ---------------- |
| 1977年（昭和52年）/第28回 | 初 | あずさ2号    | 02/24  | ピンク・レディー |
| 1978年（昭和53年）/第29回 | 2  | 国道ささめ雪 | 03/24  | 石川さゆり       |

注意点
- 出演順は「出演順/出場者数」で表す。

## 主な出演コマーシャル
- モランボン
- 明治生命（現：明治安田生命）
- ウッドワン
- ユーコー（2009年 -）